# Левада (селище)
Левада — селище в Україні, у Тальнівській міській громаді Черкаської області. До 2020 підпорядковане Білашківській сільській раді. Розташоване за 3 км на північний схід від села Білашки, за 4 км від центру громади — міста Тального та за 4,5 км від залізничної станції Тальне. Загальна площа — 52,5 га. На території селища проживають 262 жителі, нараховується 111 дворів та 114 сімей (на 1 січня 2007 року).

## Історія
У 1920 році на колишній поміщицькій економії Левада при Тальнівському цукровому заводі було створено відділок радгоспу. У 1927 році відділки укрупнено, згодом їх об'єднали в один радгосп при Тальнівському цукровому комбінаті. Центром його стала Левада, де на початку 1930-х років знаходився політвідділ радгоспу і навіть деякий час діяла маленька друкарня, що видавала газету політвідділу. Відділком Тальнівського цукрового заводу Левада була до 1977 року.
Селище постраждало внаслідок геноциду українського народу, проведеного окупаційним урядом СССР 1923—1933 та 1946–1947 роках[джерело?].
У селищі споруджено та обладнано майстерню, побудовано лазню, їдальню та клуб, дитячий садок, магазин, тваринницькі приміщення, свиноферму, житлові будинки та декілька багатоквартирних будинків.

## Населення

### Мова
Розподіл населення за рідною мовою за даними перепису 2001 року:
| Мова       | Кількість | Відсоток |
| ---------- | --------- | -------- |
| українська | 250       | 96.15%   |
| російська  | 10        | 3.85%    |
| Усього     | 260       | 100%     |

## Сучасність
У селищі діють відділок господарства ВАТ «Промінь», дитячий садок, клуб. У господарстві розвинуто тваринництво, буряківництво.